# Turów (Ścinawa)
Turów (deutsch Thauer) ist ein Ort in der Stadt- und Landgemeinde Ścinawa (Steinau an der Oder) Powiat Lubiński der Woiwodschaft Niederschlesien in Polen.

## Geografie
Der Ort liegt in Niederschlesien, drei Kilometer westlich der Kleinstadt Ścinawa. Die Ebene westlich der Oder liegt etwa 20 Meter über dem Fluss und wird intensiv landwirtschaftlich genützt.

## Geschichte
Der Ort geht auf einen Gutshof zurück, der Ende des 18. Jahrhunderts August Ferdinand von Preußen gehörte. Er bestand aus den zwei Teilen Nieder- und Ober-Thauer mit je einem Vorwerk. In Nieder-Thauer lebten 53, in Ober-Thauer 99 Personen. In letzterem gab es eine Windmühle, einen Kretscham und vier weitere Häuser. Außerdem siedelten hier zwei Häusler und sieben Gärtner. In Nieder-Thauer wohnten zwei Häusler mit eigenem Grund und fünf zu Frondiensten verpflichtete Gärtner.
Etwa 1810 wurde das Gut Thauer im Rahmen der Säkularisation des kirchlichen Besitzes in Staatseigentum überführt; 1816 wurde es Teil des neugegründeten preußischen  Landkreises Steinau. Lange Zeit wurde das Gut von einer Familie von Nostiz bewirtschaftet, danach vom königlichen Kammerherrn Graf von Hoverdem, gefolgt vom Reichsgrafen von Schmettau. Inzwischen wurde aus Thauer ein Schatullengut des Kaisers (Schatulle = Privatvermögen). Mündlichen Überlieferungen zufolge soll das Gut ein Patengeschenk zur Taufe für den späteren Kaiser Wilhelm II. gewesen sein. Am 1. Juli 1916 pachtete Max Toepsch das Gut Thauer vom „Hof Fideikomis“. 1926 übernahm der Preußische Staat diesen Besitz, verwaltet vom Preußischen Domänenfiskus. 1932 wurde der Kreis Steinau und damit auch Thauer dem Landkreis Wohlau (heute Wołów) angeschlossen.
Laut Angaben im Schlesischen Güteradressbuch von 1937 gehörten zu der Domäne insgesamt 244,7 ha Grund, davon 211,7 ha Acker der Güteklasse II und III, 16,2 ha Wiesen, 1,5 ha Weide, 0,3 ha Wasser, 2,4 ha Garten und Park, 7,7 ha Wald, 4,8 ha Hof und Wege, sowie eine Brennerei. Aus der Flächennutzungsaufteilung ist zu ersehen, dass es sich bei dem Gut Thauer um einen reinen Ackerbaubetrieb mit geringem Grünlandanteil und starker Tierhaltung handelte. Das galt auch für die nachbarlichen Guts- und bäuerlichen Betriebe. 
Nach dem Zweiten Weltkrieg  wurde die Region mit dem Gut Thauer zusammen mit fast ganz Schlesien von der sowjetischen Besatzungsmacht  unter polnische Verwaltung gestellt. Die Dorfbewohner wurden von der örtlichen polnischen Verwaltungsbehörde aus dem Dorf  vertrieben.

### Bevölkerungsentwicklung
| Jahr | Einwohner | Anmerkungen |
| ---- | --------- | ----------- |
| 1933 | 197       | [ 3 ]       |
| 1939 | 200       | [ 3 ]       |